# Huta Podgórna (województwo mazowieckie)
Huta Podgórna – wieś w Polsce położona w województwie mazowieckim, w powiecie wyszkowskim, w gminie Somianka. Ma status sołectwa.
Mieszkańcy wyznania rzymskokatolickiego należą do parafii Narodzenia NMP w Popowie Kościelnym.
W latach 1975–1998 miejscowość administracyjnie należała do województwa ostrołęckiego.